# Valerianella dentata
Valerianella dentata é uma espécie de planta com flor pertencente à família Valerianaceae. 
A autoridade científica da espécie é (L.) Pollich, tendo sido publicada em Historia Plantarum in Palatinatu Electoralis 1: 30. 1776.
O seu nome comum é alface-dentada.

## Portugal
Trata-se de uma espécie presente no território português, nomeadamente no Arquipélago dos Açores.
Em termos de naturalidade é introduzida na região atrás indicada.

## Protecção
Não se encontra protegida por legislação portuguesa ou da Comunidade Europeia.